# Ignatij Prostiakow
Ignatij Wasiljewicz Prostiakow, ros. Игнатий Васильевич Простяков (ur. 17 grudnia?/29 grudnia 1896 we wsi Żurawlicha w obwodzie moskiewskim, zm. 7 grudnia 1976 w Moskwie) – generał major Armii Czerwonej i generał brygady Wojska Polskiego.

## Życiorys
Służbę w armii rosyjskiej pełnił od 1915, a w Armii Czerwonej od maja 1918. Ukończył szkołę podoficerską przy batalionie zapasowym w m. Szuja w 1916.
Uczestniczył w I wojnie światowej na Froncie Południowo-Zachodnim jako podoficer. W latach wojny domowej od maja 1918 do sierpnia 1919 był dowódcą kompanii i batalionu w składzie 1 Moskiewskiego pułku specjalnego przeznaczenia, w jego składzie od lipca 1918 uczestniczył w walkach z wojskami gen. Antona Denikina na Froncie Południowym. Następnie dowodził kolejno 87 oraz 242 samodzielnymi batalionami w 17 Brygadzie Strzeleckiej na Dalekim Wschodzie. Od listopada 1920 ponownie w składzie Frontu Południowego jako zastępca dowódcy 234 pułku strzeleckiego 78 Brygady Strzeleckiej w Astrachaniu uczestniczył w walkach z resztkami wojsk Wrangla oraz walczył z bandytyzmem.
Od grudnia 1921 był zastępcą dowódcy do spraw liniowych 448 pułku strzeleckiego 150 Brygady Strzeleckiej. Od marca 1922 służył w 27 Dywizji Strzeleckiej w Białoruskim Okręgu Wojskowym. Był dowódcą batalionu 237 pułku strzeleckiego, dowódcą kompanii 73 oraz 81 pułku strzeleckiego. W czerwcu 1925 został przeniesiony do 64 Dywizji Strzeleckiej w Białoruskim Okręgu Wojskowym, gdzie dowodził batalionem strzeleckim, od lutego do października 1926 był pełniącym obowiązki zastępcy dowódcy pułku strzeleckiego do spraw kwatermistrzowskich. 
W 1927 ukończył kursy strzelecko-taktyczne doskonalenia kadry dowódczej RKKA „Wystrieł” im. Kominternu. Od października 1929 był zastępcą dowódcy 79 pułku strzeleckiego 27 Dywizji Strzeleckiej, od grudnia 1932 – dowódcą oraz komisarzem 15 pułku strzeleckiego 5 Dywizji Strzeleckiej.  Ukończył pierwszy kurs Akademii Wojskowej im. M. Frunzego (1935).
W czerwcu 1937 został wyznaczony na stanowisko dowódcy 43 Dywizji Strzeleckiej w Leningradzkim Okręgu Wojskowym. Od grudnia 1937 dowodził 9 Korpusem Strzeleckim w Północnokaukaskim Okręgu Wojskowym. 4 czerwca 1940 został awansowany na stopień generała majora.  Od listopada 1940 był w dyspozycji Ludowego Komisariatu Obrony ZSRR, następnie uczył się na kursie doskonalenia wyższej kadry dowódczej przy Akademii Sztabu Generalnego. W maju 1941 został wyznaczony na stanowisko starszego wykładowcy w tej akademii.
Po ataku Niemiec na ZSRR kontynuował służbę w Akademii. Od stycznia 1942 był przedstawicielem Głównego Zarządu Formowania i Uzupełnień w związkach taktycznych. Od czerwca 1942 pozostawał w dyspozycji Marszałka Związku Radzieckiego Klimienta Woroszyłowa w grupie kontrolnej formowanych dywizji. Od października 1942 dowodził 9 Dywizją Strzelców na Froncie Kalinińskim. Za umiejętne dowodzenie jednostkami dywizji został odznaczony Orderem Czerwonego Sztandaru. Od lutego 1943 był dowódcą 5 Gwardyjskiego Korpusu Strzelców 3 Armii Uderzeniowej na Froncie Kalinińskim, jednak za dopuszczenie do obniżenia stopnia gotowości bojowej został przeniesiony na poprzednie stanowisko dowódcy dywizji. Od stycznia 1944 dowodził 8 Gwardyjskim Korpusem Strzelców 11 Armii 1 Frontu Nadbałtyckiego. W połowie kwietnia 1944 ponownie został zwolniony ze stanowiska dowódcy korpusu i przekazany do dyspozycji Rady Wojennej Frontu. Od maja 1944 do końca wojny był starszym wykładowcą Katedry Taktyki Ogólnej w Akademii Wojskowej im. M. Frunzego.
Po wojnie kontynuował służbę na tym stanowisku. Od października 1946 był zastępcą dowódcy kursu do spraw naukowych w tej akademii. Od października 1949 był kierownikiem cyklu taktyki ogólnej w tej akademii.
W maju 1951 został oddelegowany do służby w Wojsku Polskim. Od 3 czerwca 1951 do 1953 był szefem Katedry Taktyki Ogólnej i Służby Sztabów w Akademii Sztabu Generalnego WP. Następnie przez kilka miesięcy był komendantem Fakultetu Ogólnowojskowego ASG WP, a od 24 grudnia 1953 do 17 października 1955 był zastępcą komendanta ASG WP do spraw naukowych. Następnie powrócił do służby w Armii Radzieckiej.
W styczniu 1956 został przeniesiony do rezerwy.
Zmarł w Moskwie i tam został pochowany.

## Odznaczenia
- Krzyż Komandorski Orderu Odrodzenia Polski – 1955
- Krzyż Oficerski Orderu Odrodzenia Polski – 1954
- Order Lenina
- Order Czerwonego Sztandaru – czterokrotnie
- Medal „Za zwycięstwo nad Niemcami w Wielkiej Wojnie Ojczyźnianej 1941–1945”
- Medal 30-lecia Robotniczo-Chłopskiej Armii Czerwonej
- Medal 800-lecia Moskwy